# Pearl Mackie
Pour les articles homonymes, voir Mackie (homonymie).
Pearl Mackie, née le 29 mai 1987 à Brixton, à Londres en Angleterre, est une actrice britannique de théâtre et de télévision, principalement connue pour jouer la compagne du douzième Docteur en 2017, Bill, dans la série britannique Doctor Who.
Elle est originaire de Brixton. Mackie est une élève de la promotion 2010 de la Bristol Old Vic Theatre School, et en 2014 elle a joué Anne-Marie Frasier dans le soap britannique Doctors. En 2015 elle a joué dans la production du Royal National Theatre de Le Bizarre Incident du chien pendant la nuit. Elle est choisie en 2016 pour jouer le rôle de la compagne du Docteur, Bill. Son arrivée est annoncée le 23 avril 2016 par une courte séquence intitulée A Friend From The Future et diffusée sur BBC One où elle apparaît dans son rôle aux côtés du Docteur, face à un Dalek.

## Filmographie

### Cinéma
- 2013 : Svengali : Foh girl
- 2019 : Greed de Michael Winterbottom : Cathy
- 2022 : The Deal de Orsi Nagypal : Kabira

### Télévision
- 2014 : Doctors : Anne-Marie Frasier
- 2016 : Doctor Who - A Friend From The Future : Bill Potts
- 2017 : Doctor Who : Bill
- 2020 : Doctor Who : The Best of Days : Bill Potts (mini-épisode)
- 2023 : La Diplomate : Alysse
- 2023 : Tom Jones (minisérie) : Honor Newton